# Glympis ineptalis
Glympis ineptalis är en fjärilsart som beskrevs av Paul Dognin 1912. Glympis ineptalis ingår i släktet Glympis och familjen nattflyn. Inga underarter finns listade i Catalogue of Life.